# Nadleśnictwo Chełm
Nadleśnictwo Chełm – jednostka organizacyjna Lasów Państwowych podległa Regionalnej Dyrekcji Lasów Państwowych w Lublinie. Siedziba nadleśnictwa znajduje się w Chełmie, w województwie lubelskim.
Nadleśnictwo obejmuje część powiatów chełmskiego, krasnostawskiego i łęczyńskiego oraz miasto Chełm. Część wschodniej granicy nadleśnictwa stanowi granica państwowa z Ukrainą.

## Historia
Na początku XIX w. tutejsze lasy były własnością prywatną. W ramach represji po powstaniach listopadowym i styczniowym częściowo zostały one odebrane przez rząd carski, a następnie rozdysponowane pomiędzy osoby zasłużone dla caratu oraz Cerkiew prawosławną.
Nadleśnictwo Państwowe Chełm powstało w 1918. W 1929 uległo ono likwidacji, a w jego miejsce powstały nadleśnictwa Pobołowice i Stańków. Tutejsze lasy znacznie ucierpiały w czasie II wojny światowej, na skutek rabunkowej gospodarki prowadzonej przez Niemców.
W 1944 zreorganizowano podział tutejszych lasów. Powstały wówczas nadleśnictwa Chełm, Pobołowice i Rejowiec, które w późniejszych latach zostały scalane w nadleśnictwo Chełm.

## Ochrona przyrody
Na terenie nadleśnictwa znajduje się siedem rezerwatów przyrody:
- Bachus
- Brzeźno
- Jezioro Świerszczów
- Roskosz
- Sobowice
- Wolwinów
- Żmudź.

## Drzewostany
Typy siedliskowe lasów nadleśnictwa (z ich udziałem procentowym):
- las świeży 46,67%
- las mieszany świeży 18,48%
- ols 10,17%
- bór mieszany świeży 6,66%
- las wilgotny 6,04%
- las mieszany wilgotny 4,07%
- las mieszany bagienny 3,98%
- bór świeży 2,85%
- inne <1%

Gatunki lasotwórcze lasów nadleśnictwa (z ich udziałem procentowym):
- sosna 41,26%
- dąb 28,75%
- olcha 14,09%
- brzoza 11,27%
- jesion 1,08%
- inne <1%

Przeciętna zasobność drzewostanów nadleśnictwa wynosi >232 m³/ha, a przeciętny wiek 56 lat.